# The Hills Have Eyes (película de 1977)
The Hills Have Eyes (titulada: Las colinas tienen ojos en España y La colina de los ojos malditos en Hispanoamérica) es una película de terror estadounidense de 1977 dirigida por Wes Craven protagonizada por Susan Lanier, Michael Berryman y Dee Wallace-Stone.
Estrenada en salas el 22 de julio de 1977 fue la tercera película dirigida por Craven, está considerada una de sus obras fundamentales, y en la actualidad se considera un clásico de culto. Obtuvo el premio de la crítica en el X Festival de Cine de Sitges 1977.

## Sinopsis
Los Carter, una familia típicamente estadounidense, se dirigen por carretera hacia California en dirección a unas minas de plata abandonadas que les ha regalado un familiar. El vehículo con el que se trasladan sufre una avería mientras atraviesan Nevada. Obligados a acampar en medio del desierto su viaje se transforma en un calvario cuando se conviertan en el objetivo de un clan de caníbales deformes que viven en las minas del lugar.

## Reparto
- Susan Lanier - Brenda Carter
- Robert Houston - Bobby Carter
- Martin Speer - Doug Wood
- Dee Wallace - Lynne Carter-Wood
- Russ Grieve - Gran Bob Carter
- Virginia Vincent - Ethel Carter
- John Steadman - Fred
- James Whitworth - Papa Jupiter
- Brenda Marinoff - Cathy Wood
- Lance Gordon - Marte
- Michael Berryman - Plutón
- Arthur King - Mercurio
- Janus Blythe - Ruby
- Cordy Clark - Mama

## Secuelas y Remake
- The Hills Have Eyes Part II - 1985
- Mind Ripper (The Hills Have Eyes Part 3) - 1995
- The Hills Have Eyes - 2006
- The Hills Have Eyes 2 - 2007